# パク・ソヒ
ソウジ・アライ（英語: Soji Arai、1975年12月19日 - ）は、日本の俳優。

## 人物・略歴
新潟県上越市生まれ。祖父が慶尚北道出身の在日韓国人3世で、父は統一日報元記者。父の方針により通名を使わず育った。青山学院高等部を経て、早稲田大学商学部を卒業。
2002年、文学座附属演劇研究所研修科に在籍中にtpt (theatre project tokyo) 公演『BENT』の主役に抜擢される（2003年、文学座を自主退所）。
以降、東京とロサンゼルスを俳優活動の拠点にしている。
2005 - 2006年にはAsian Cultural Council Grantee としてニューヨークに留学した。韓国語、日本語、英語、イタリア語の4言語を話す事が出来る。

## 出演作品

### 舞台
- BENT（2002年：TPT、ロバート・アラン・アッカーマン演出）
- エンジェルス・イン・アメリカ（2004年：TPT、ロバート・アラン・アッカーマン演出）
- 楡の木陰の欲望（2004年：THEATRE1010、ロバート・アラン・アッカーマン演出）
- 三人姉妹（2004年：TPT、ロバート・アラン・アッカーマン演出）
- 血の婚礼（2006年：TPT、アリ・エデルソン演出）
- エンジェルス・イン・アメリカ 再演（2007年：TPT、ロバート・アラン・アッカーマン演出）
- バーム・イン・ギリヤド(2008年：the company、ロバート・アラン・アッカーマン演出）
- 1945（2008年：the company、ロバート・アラン・アッカーマン 演出）
- ストーン夫人のローマの春（2009年：PARCO、ロバート・アラン・アッカーマン演出）
- 見知らぬ乗客（2009年：東京グローブ座、ロバート・アラン・アッカーマン演出）

### 映画
- 46億年の恋（2006年：三池崇史監督）
- The焼肉ムービー プルコギ（2007年：グ・スーヨン監督）
- パッチギ! LOVE&PEACE（2007年：井筒和幸監督）
- カメレオン（2008年：阪本順治監督）
- Tokyo!（2008年：Michel Gondry監督）
- ラーメンガール The Ramen Girl (2008年：ロバート・アラン・アッカーマン監督）
- アジアの純真（2009年：片嶋一貴監督）
- 海猿3（2010年：羽住英一郎監督）
- The Depths（2011年：濱口竜介監督）
- 彼女について知ることのすべて（2012年：井土紀州監督）
- Dog Gone(2023年：Stephen Herek監督)
- オン・ザ・ロード〜不屈の男、金大中〜（2024年） - 日本語のナレーション

### テレビ
- THE REAGANS （2003年：Sony）
- FILTHY GORGEOUS（2005年：Showtime）
- 吾輩は主婦である （2006年：TBS）
- 慶次郎縁側日記3  （2006年：NHK）
- ジョシデカ! （2007年：TBS）
- SP（2007年：フジテレビ）
- トップセールス（2008年：NHK）
- ゴンゾウ〜伝説の刑事（2008年：テレビ朝日）
- パチンコ - Pachinko（2022年：Apple TV+）

### 吹き替え
- HAWAII FIVE-0（2012年：AXN）